# 浅原為頼
浅原 為頼（あさはら ためより、生年不詳 - 正応3年3月9日（1290年4月19日））は、鎌倉時代後期の武士。甲斐源氏小笠原氏の支族（浅原氏）。通称は八郎。

## 経歴・人物
強弓で獰猛な武士であった。
弘安合戦で安達泰盛方につき、所領を失い悪党化したため追捕の対象者となった。正応3年3月9日（1290年4月19日）の早朝、息子浅原光頼、為継らと共に、内裏に乱入して伏見天皇とその皇太子の殺害を計画した。しかし、伏見天皇らは女装して春日殿に逃れ、殺害の計画は失敗し為頼らはこの事件を知らせた武士らにより包囲され、清涼殿にて自害した。これが浅原事件である。この事件の動機や真相は不明である。